# مو کانازاکی
مو کانازاکی (به انگلیسی: Mu Kanazaki) بازیکن فوتبال اهل ژاپن و عضو تیم ملی فوتبال ژاپن است که در تاریخ ۲۰ ژانویه ۲۰۰۹ میلادی اولین بازی ملی‌اش را انجام داد. او در ۵ بازی ملی حضور داشت و آخرین بازی ملی خود را در تاریخ ۱۲ اکتبر ۲۰۱۰ میلادی انجام داد. مو کانازاکی در بازی‌های ملی‌اش
گلی به ثمر نرساند.